# Valle di Maddaloni
Valle di Maddaloni è un comune italiano di 2 593 abitanti della provincia di Caserta in Campania.

## Geografia fisica
Situato alle pendici del Monte Calvo (Colli Tifatini) e del Monte Castello, il comune di Valle di Maddaloni confina con la provincia di Benevento.

## Origini del nome
Il nome ha una chiara origine: deriva dal latino vallis valle. La specifica Maddaloni identifica la zona.

## Storia
Non è nota l’epoca di fondazione di Valle di Maddaloni, ma la sua nascita sembra legata strettamente alla presenza di un castello edificato su un'altura poco distante dal nucleo abitativo originario in epoca alto medievale. Il castello dovette sopportare le scorrerie dei Goti, dei Vandali e dei Saraceni. Il tessuto abitativo del paese presenta perciò la tipica conformazione degli insediamenti medievali, con un percorso principale, l’odierna Corso Umberto I, e delle piccole diramazioni collaterali.
La storia di Valle ruota per tutto il medioevo attorno alle sorti del castello che a partire dal 1300 e fino al 1500, fu oggetto di passaggi ereditari o “forzati” tra varie dinastie, tra le quali la famiglia catalana dei “de La Rath” e la stirpe francese degli Artois.
Alle soglie del XIV sec, il castello ebbe diversi dominatori: passò dalle mani di Onorato I Caetani di nuovo a quelle dei “Della Ratta” e precisamente da Giovanni, a Francesco a Caterina.
Sotto il governo spagnolo, Ferdinando il Cattolico confermò a Caterina il possesso dei territori di Valle, Caserta, Limatola, Dugenta e Sant'Agata de' Goti.
Nel 1509 Caterina sposò Andrea Matteo Acquaviva, duca d’Atri. In queste complesse vicende di successione, si inserisce la notizia della vendita, nel 1470, del Feudo di Valle da parte di Francesco III della Ratta ad un suo omonimo per la somma irrisoria di 1500 ducati, al punto da far pensare più ad una donazione che ad una compravendita. Francesco godette per 23 anni del feudo, fino a quando tra lasciti, confische, riscatti e vendite, passò da un Andrada agli Acquaviva (1544), da costoro ai Gaetani Sermoneta (1635) ed infine a Carlo III di Borbone nel 1753.
Tra queste vicende la popolazione vallese tra il XVI ed il XVII sec. passò da 3090 anime (1620) a meno di 500 a causa di una grave pestilenza. L’acquisto da parte di Carlo di Borbone della Terra di Vallata di Maddaloni è strettamente correlato alla costruzione del Palazzo Reale nella città di Caserta. Motivo principale fu la necessità di rifornire il sito reale e la stessa Caserta di abbondanti quantità d’acqua che sarebbe dovuta passare in gran parte per il Feudo di Valle; ciò portò alla costruzione del maestoso Acquedotto Carolino. I lavori dei “Ponti” iniziarono nel 1752 e vennero portati a termine nel 1759. L’inaugurazione ebbe luogo nel 1760, cui seguì quella dell’acquedotto nel 1764. In età borbonica, la popolazione lievitò a circa 700 abitanti.
Nei secoli XIX e XX, grazie al governo borbonico ed alle abbondanti derrate alimentari prodotte da una popolazione quasi del tutto dedita all’agricoltura, la densità degli abitanti salì da 800 anime a quasi 1200 nel 1840. Il 1º ottobre 1860 fu combattuta la famosa battaglia del Volturno presso i Ponti della Valle, tra le truppe garibaldine, guidate da Nino Bixio, e l’esercito borbonico. Fu proprio grazie ad essa che l’esercito garibaldino evitò l’accerchiamento delle truppe borboniche e la disfatta finale.
Oggi, a ricordo di questa battaglia, sorge, nelle immediate vicinanze dei Ponti di Valle, un monumento ossario in memoria di quanti diedero la vita per la conquista dell’Unità d’Italia.

### Simboli
Lo stemma attuale è composto da uno scudo sannitico, obbligatoriamente adottato per gli Enti, cioè composto da uno scudo rettangolare con angoli inferiori arrotondati. Tale elemento deve mantenere una proporzione di sette moduli di larghezza e nove moduli di altezza, nella cui area, detta campo, avvengono le varie suddivisioni.
Lo stemma di Valle di Maddaloni è troncato, ossia suddiviso in due registri orizzontali, tale tipologia di suddivisione appare per la prima volta, tra gli stemmi e gonfaloni, nel XIV sec. Nel registro superiore è raffigurata l'Annunciazione, con a sinistra l'arcangelo Gabriele e a destra, in genuflessione, la Beata Vergine Maria. Fa da sfondo, a tale campo, una campitura verde, indice di vittoria, onore e abbondanza. Nel registro inferiore, invece, è presente un castello in muratura a tre torri, cinque finestre ed una porta centrale, simbolo di nobiltà e potestà feudale, il tutto su di una campitura blu, simbolo di gloria virtù e fermezza. Ai lati di detto castello è presente la scritta "Valle", che per ragioni di equilibrio è stata suddivisa per entrambi i lati.
Il gonfalone, rispetta in pieno le caratteristiche dettate dal decreto del Presidente del Consiglio dei ministri, è cioè costituito da una drappo rettangolare di cm 90 x 180, il campo interno deve essere riempito da uno o più colori degli smalti, nel nostro caso specifico risulta di colore rosso porpora, indice di vittoria e pace. Il drappo è sospeso, tramite un bilico mobile, ad un'asta con bullette poste a spirale e terminante con una punta di freccia. Di forma rettangolare terminante in basso a punta, presenta l'iscrizione centrata conversa verso il basso COMUNE mentre nella riga sottostante DI. L'iscrizione sovrasta una corona turrita composta da un cerchio d'oro aperto, nella quale cortina sono presenti due cordonate, con otto posterle ciascuna, di cui solo cinque visibili per piano, il tutto terminante con otto torri, di cui solo cinque visibili, riunite tra loro da una cortina muraria, il tutto in color oro e nero. Segue in basso lo stemma del Comune, che sovrasta due racemi, uno di alloro e uno di quercia, legati tra loro in basso a centro da un nastro a coccarda. In basso si chiude il tutto con un'iscrizione centrata conversa verso l’alto recante VALLE DI MADDALONI. La scritta, come vuole il decreto, si presenta con lettere maiuscole romane posta al di sotto dello scudo. Il gonfalone termina con una frangia dorata.

## Monumenti e luoghi di interesse

### Acquedotto Carolino
Nel comune di Valle di Maddaloni si trovano i Ponti della Valle, l'acquedotto Carolino costruito da Luigi Vanvitelli per portare l'acqua dalle fonti del Monte Taburno fino alla Reggia di Caserta e inserito nella lista dei patrimoni dell'umanità dall'UNESCO. L'opera ha richiesto 16 anni di lavori e il supporto dei più stimati studiosi e matematici del regno di Napoli, destando, per l'intero tempo di realizzazione, l'attenzione da parte dell'Europa intera, tanto da essere riconosciuta come una delle opere di maggiore interesse architettonico e ingegneristico del XVIII secolo. L'acquedotto compare nel film Viva l'Italia (1961) diretto da Roberto Rossellini, tra le location delle vicende della storica spedizione dei Mille.

### Monumento Ossario ai Caduti garibaldini
Autore del progetto, per la parte architettonica fu l'ingegner Carmelo Destino, mentre lo scultore Enrico Mossuti realizzò la statua bronzea raffigurante la vittoria alata e gli altorilievi in pietra con il ritratto dei protagonisti dell'epopea garibaldina. La costruzione fu realizzata da Giuseppe Cozzolino.
Il monumento si eleva per circa 19 metri con un obelisco di forma triangolare in cima al quale è posta la stella d’Italia.

### Acquedotto Medievale
Non è ancora nota l'epoca di costruzione della struttura, risale molto probabilmente all'epoca medievale, grazie anche alla presenza del Castello sul borgo.
Attualmente l'acquedotto non è accessibile, ma è possibile visitarlo su richiesta. È situato in linea d'aria con il Carolino, patrimonio dell'UNESCO.

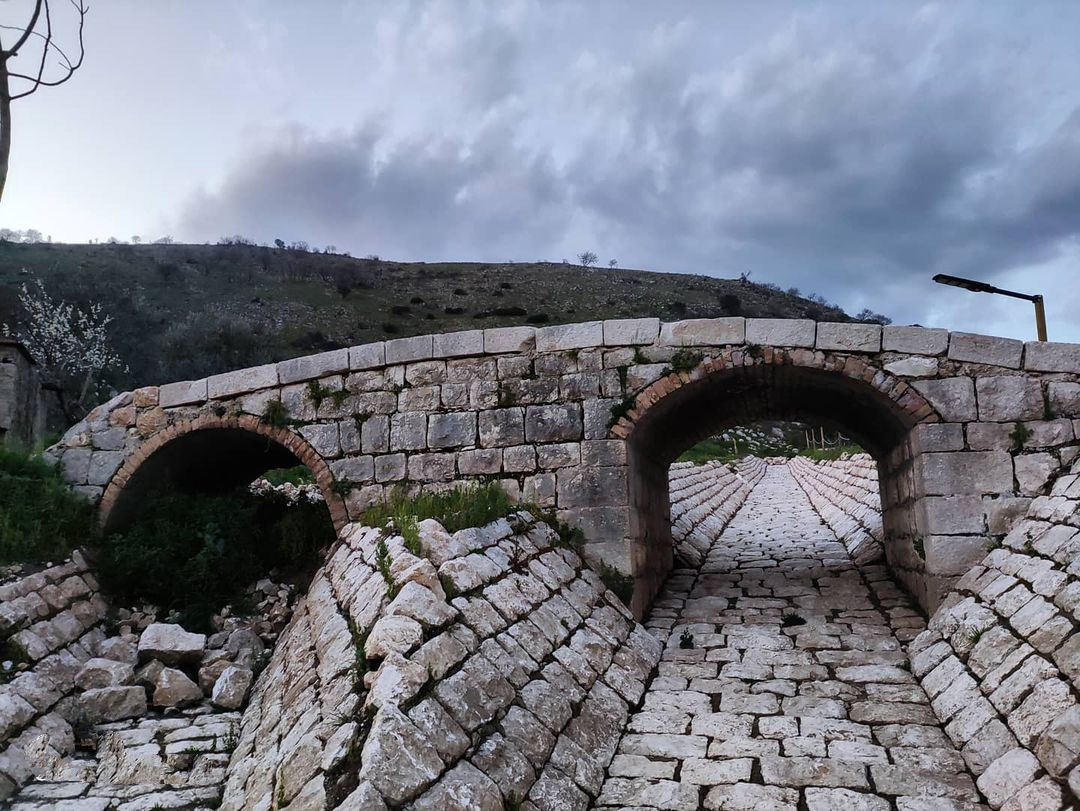
Acquedotto Medievale a Valle di Maddaloni

### Castello Carlo I°
Edificato presumibilmente intorno all'XI secolo su resti più antichi, posseduto da Carlo I d'Angiò che nel 1269 lo donò agli Artois.
All’interno del Castello, come si legge in un inventario redatto nel 1544 dal Notaio Ferdinando Rossi, Regio Commissario inviato a Valle dal Viceré don Pietro di Toledo, vi era una chiesa sotto il titolo di S.Maria del Castello di diritto patronato del feudatario, formata di un pingue beneficio de jure.

### Architetture religiose
- Chiesa di San Pietro Apostolo, le prime notizie risalgono al 1308, riportate in Rationes Decimarum Italiae ed è indicata come Monasterium S. Petri de Valle e, successivamente, nel 1325, In Castro Vallis.
- Chiesa della Santissima Annunziata, la chiesa "senza carta di fondazione", può essere datata agli inizi del XVI secolo. Nel 1514 fra Giovanni d’Aloysiis, in una visita pastorale, annota che la chiesa è curata da due cappellani e menziona anche l’esistenza di un "hospitalis" e ben sette cappelle (altari) una delle quali consacrata alla Beata Vergine dell’Annunziata.
- Chiesa di Santa Maria delle Grazie, della Chiesa di S.Maria delle Grazie (Madonna delle Grazie), indicata come Rurale Laicale, anno 1807, non si hanno notizie sull’anno di fondazione. Di stile rustico semplice nel corso degli anni fu abbellita con affreschi, stucchi e bassorilievi di grandi effetti.
- Chiesa di San Rocco, indicata nel 1753 e 1807 come "Cappella Rurale Laicale", amministrata dalla Congrega di Carità di A.G.P. di Valle, priva di sepoltura e di carta di fondazione.
- Chiesa di San Pancrazio, non essendo possibile effettuare una datazione precisa sull’anno di fondazione della chiesa S. Pancrazio per mancanza di fonti, viene assunta come mera data formale quella dell’XI secolo. Nel 1753 la chiesa risulta custodita da un eremita, in pessime condizioni edilizie e quasi crollante. Per tale motivo fu interdetta al culto. Dopo la morte dell’eremita la chiesa, abbandonata, fu oggetto di saccheggi di viandanti.

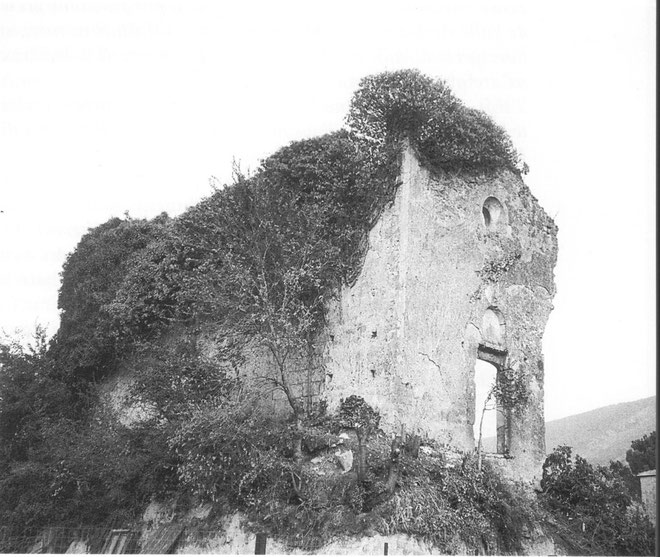
Ruderi della Chiesa di San Pancrazio, l'architettura religiosa più antica del Paese

### Altri monumenti e luoghi di interesse
- Via Francigena del Sud, antico tracciato della Via Francigena che attraversa tutta la Valle di Maddaloni.

- Tracciato dell'Acquedotto Carolino, strada panoramica e di trekking, che attraversa tutto il Monte Longano. Continua attraversando il territorio di Sant'Agata de' Goti, per poi terminare tra i comuni di Moiano e Bucciano sul "Ponte Nuovo" (detto di "Carlo III").[11]
- Strada Panoramica a monte dell'abitato che si snoda tra via Cossa e via Castello.

## Società

### Evoluzione demografica
Abitanti censiti

L'età media è di 41,6 anni. Il tasso di natalità è del 8,4%.

## Cultura

### Scuole
- Scuola dell'Infanzia Statale San Giovanni (Viale Europa)[14]
- Scuola Primaria Statale San Giovanni Bosco in Valle (Viale Europa)[15]
- Istituto Comprensivo Secondaria di primo grado Alcide de Gasperi (Via Annunziata)[16]

## Geografia antropica

### Urbanistica
Nel corso dei decenni è stato effettuato un adeguamento antisismico del sistema viario e urbanistico, a partire dalla Casa Comunale fino ad arrivare ai giorni nostri con il resto delle costruzioni comunali.

### Frazioni e località
Sul territorio sono presenti 4 località e 2 frazioni:

#### Località di Oschito
La località di Oschito è prevalentemente composta da fabbriche, è situata nella parte Sud del paese e conta circa 20 abitanti.

#### Località di Campanariello
La frazione o località di Campanariello sorge a 145 metri sul livello del mare, alle falde del Monte Longano. Nella frazione o località di Campanariello risiedono 15 abitanti.

#### Località (Via) Bagnoli e Variante Sannitica
Via Bagnoli e Variante Sannitica sono due punti di passaggio cruciali. Situati lungo la Sannitica e la Strada Provinciale verso Sant'Agata de' Goti, servono principalmente come snodi per il traffico locale e regionale. Non ci sono dati sulla popolazione residente, ma la loro posizione strategica le rende utili per esplorare le attrazioni vicine.

#### Frazioni Ponti della Valle e Suppa
Ponti della Valle e Suppa sono due frazioni agricole situate ai piedi del Monte Calvi, lungo l'arteria principale dei Ponti della Valle. Immersi in un paesaggio rurale, offrono punti di interesse come l'Acquedotto Carolino e sentieri panoramici sul monte.

## Economia

### Agricoltura

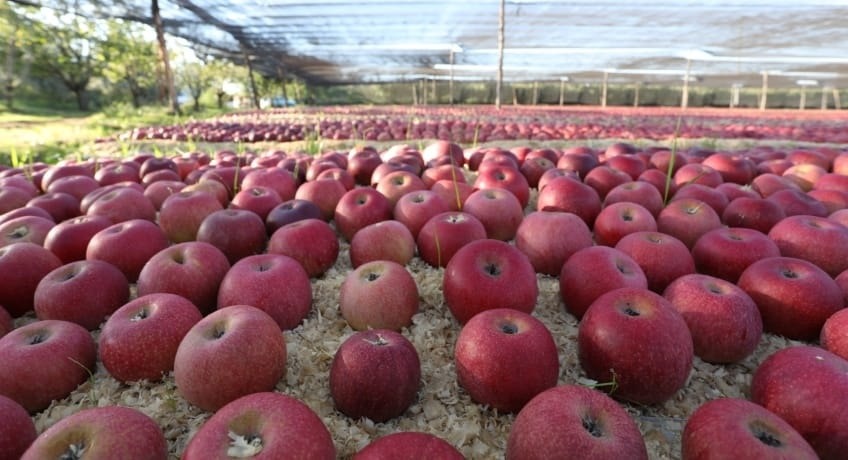
Serra aperta di mele annurche IGP, durante la permanenza nei melai i frutti sono disposti su file, esponendo alla luce la parte meno arrossata.

Il comune è un importante centro agricolo e industriale (lavorazione della mela annurca e materiali da costruzione). 
Fa parte della: Regione Agraria n. 5 – Colline di Caserta.

### Industria
Molto sviluppata dal punto di vista commerciale e imprenditoriale vantando un gran numero di negozi e imprese private.

## Infrastrutture e trasporti

### Strade
Il comune di Valle di Maddaloni, è completamente attraversato dalla Strada statale 265 dei Ponti della Valle, che al livello della zona Oschito, prende il nome di "Strada statale 265 Variante Sannitica".                                                                                                            Nella parte Est del paese, parte l'innesto della Ex SS265/SP335 ora SP 116 Sannitica. L'asse viario principale del paese è la Strada statale 265 var di Fondo Valle Isclero ex SP 115, la strada prende il nome dallo stesso fiume Isclero.

### Ferrovie
A servizio del comune vi è la stazione di Valle di Maddaloni ubicata sulla linea Napoli-Foggia. Sono presenti 4 passaggi a livello, tra cui 3 chiusi e 1 percorribile (situato presso Via Sannitica SP 314).

### Mobilità urbana
Il paese è servito dall'agenzia AIR Campania (ex Autoservizi Irpini) per raggiungere il più vicino paese di Sant'Agata de' Goti, Maddaloni, Caserta. Possibili collegamenti con Limatola e Dugenta tramite bus Damiano Autolinee e Trasporti (TPL).

## Sport

### Impianti sportivi pubblici
- Campo sportivo comunale
- Campo sportivo polivalente Multi-Sport
- Campetto di basket

### Calcio
Nel comune di Valle di Maddaloni hanno sede le società polisportiva Valle e polispostiva Limatola.

## Amministrazione
L'attuale sindaco della Valle di Maddaloni è Francesco Buzzo, eletto dalla lista civica "Cambiamo Valle" del 2017.
Rieletto per il secondo mandato dalla lista civica “Siamo Valle” nel 2022.
| Periodo | Periodo   | Primo cittadino        | Partito                      | Carica      | Note   |
| ------- | --------- | ---------------------- | ---------------------------- | ----------- | ------ |
| 1988    | 1992      | Giuseppe Pascarella    | Lista civica                 | Sindaco     |        |
| 1992    | 1993      | Stefano Italiano       |                              | commissario |        |
| 1993    | 1997      | Aniello Sacco          | Partito Popolare Italiano    | Sindaco     |        |
| 1997    | 2002      | Aniello Sacco          | Centro Cristiano Democratico | Sindaco     |        |
| 2002    | 2005      | Alberto Della Peruta   | Lista civica                 | Sindaco     |        |
| 2005    | 2006      | Stefano Italiano       |                              | commissario |        |
| 2006    | 2009      | Gioacchino Mennone     | Lista civica                 | Sindaco     |        |
| 2010    | 2010      | Immacolata Delle Curti |                              | commissario |        |
| 2010    | 2012      | Luigi Coscia           | Lista civica                 | Sindaco     |        |
| 2012    | 2012      | Daniela Chemi          |                              | commissario |        |
| 2012    | 2017      | Giovanni Pascarella    | Lista civica                 | Sindaco     |        |
| 2017    | in carica | Francesco Buzzo        | Lista civica                 | Sindaco     | [ 22 ] |

### Gemellaggi
- Calatafimi Segesta